# Église Saint-Philippe-Néri de Barcelone
Pour les articles homonymes, voir Église Saint-Philippe.
L'église Saint-Philippe-Néri (en catalan : església de Sant Felip Neri) est une église catholique de Barcelone, en Espagne. Construite entre 1721 et 1752 dans le style baroque. Elle est inscrite à l'inventaire du patrimoine architectural de Catalogne.

## Localisation
L'église Saint-Philippe-Néri se trouve sur la place du même nom, au no 5. Elle se trouve au cœur du quartier historique du Gothique, dans le secteur de la Vieille Ville, sur la commune de Barcelone, dans la province du même nom, en Catalogne.

## Historique
Les religieux de la congrégation de l'Oratoire, fondée au milieu du XVIe siècle par Philippe Néri, s'installent à Barcelone en 1673. La maison de la congrégation regroupe les clercs séculiers, frères et novices.
C'est un demi-siècle plus tard qu'une église conventuelle est élevée. Elle est bâtie entre 1721 et 1752 sur les plans de l'architecte Pere Bertran, assisté de Salvador Ausich i Font. La décoration est confiée à Pere Costa (ca) et Carles Grau (ca). C'est un des rares édifices de style baroque de la ville.
Le 30 janvier 1938, pendant la guerre d'Espagne, l'église est durement touchée lors du bombardement de Barcelone par l'aviation légionnaire italienne. On compte 42 personnes tuées, pour la plupart des enfants, élèves de l'école Sant Felip Neri voisine, tués dans l'effondrement du plafond. Le bâtiment est aussi gravement endommagé, puisque ne restent debout que la façade et une partie de la structure de l'église. Les murs, sur lesquels sont encore visibles les éclats des explosions, ont été inscrits à l'inventaire des Petits paysages de Barcelone (ca).
L'église possède un oratoire, actuellement occupé par le Coral Sant Jordi et utilisé pour les répétitions.

## Description

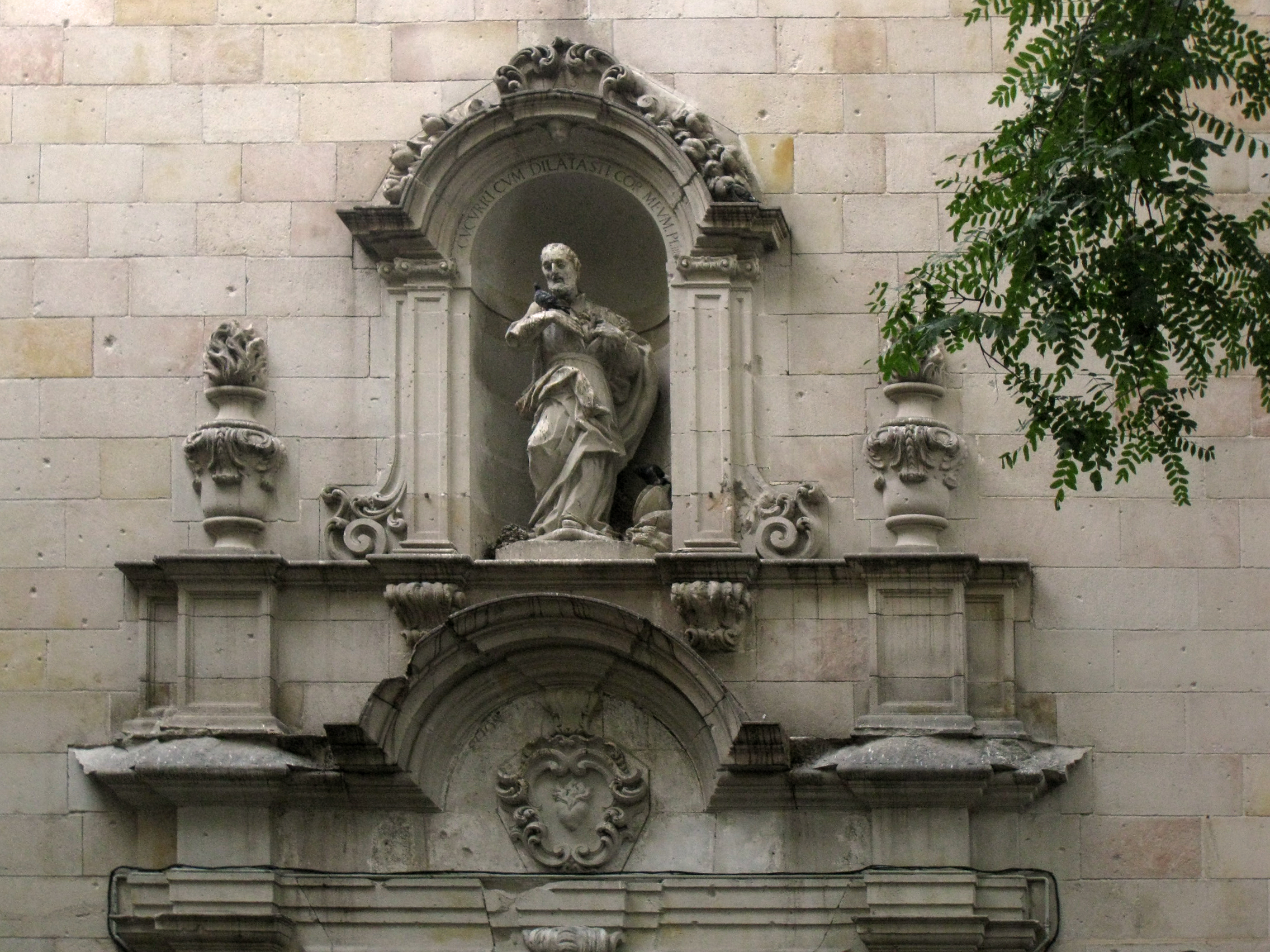
Détail de la façade

La façade est inspirée de celle de la chapelle de la Citadelle. Elle est surmontée d'un large demi-cercle, ce qui la rend plus élancée et dynamique en raison de sa plus grande hauteur et de l'union courbe de la rue principale avec les rues latérales. L'entrée, voûtée, est flanquée de pilastres en caisson et couronnée d'une corniche qui se courbe en son milieu pour accueillir un écu. Au-dessus se trouve un deuxième corps avec une niche, encadrée de pilastres, qui abrite une statue de Philippe Néri. Comme dans la chapelle de la Ciutadella, sur la partie supérieure de la façade se trouve un grand oculus pour permettre à la lumière de pénétrer à l'intérieur de l'édifice.
Dans la partie postérieure de l'église, face à la rue de la Palla, se trouvent deux portes baroques et une niche avec l'image de Philippe Néri.
L'église a un plan issu de la Réforme catholique. Il possède une seule nef , favorisant le rassemblement des fidèles lors du prêche. Les chapelles latérales sont accessibles par une antichambre, ce qui permet la visite des chapelles sans affecter l'espace de culte. La croisée du transept est couverte par une coupole. Le chœur se termine par une abside semi-circulaire.
L'intérieur se distingue par ses autels de styles baroque et néoclassique. Le maître-autel est construit entre 1807 et 1815 selon un projet de Nicolau Travé (ca) et avec la participation du sculpteur Salvador Gurri (ca). Parmi les auteurs de certaines des images conservées dans l'église figurent Ignasi Vergara (saint Philippe Néri et saint Raymond de Peñafort ), Salvador Gurri (L'Adoration des Mages), Ramon Amadeu (ca) et Anton Compte (Sainte Anne). Aux extrémités du transept sont accrochés deux grands tableaux de Joan Llimona, datés de 1901, représentant la vie de Philippe Néri. Sur le deuxième, le visage du saint rappelle celui de l'architecte Antoni Gaudí.